# Bastogne (romanzo)
Bastogne è il secondo romanzo "giovanilista" di Enrico Brizzi, pubblicato nel 1996.

## Storia editoriale
Un primo nucleo di quello che sarebbe diventato Bastogne si trova nel racconto Mio cugino Jerry è arrivato a metà settembre, presente nell'antologia Iceberg. Giovani artisti a Bologna uscita nel 1994.
La concomitanza di quest'opera, che si situa all'interno del genere pulp all'italiana, con il periodo di attività del gruppo di scrittori definiti "Cannibali" ha spesso finito per confondere Brizzi come uno dei rappresentanti di questa scena. Oltre al fatto che Bastogne è rimasto l'unico libro della produzione brizziana accostabile alle atmosfere proprie dei "Cannibali", questa rimane comunque una coincidenza temporale fortuita, siccome l'ideazione del progetto è antecedente all'affermazione del movimento.
A sottolineare lo spirito di violenza e contestazione raccontato nel libro, ma anche il vuoto di ideali e la noia dei suoi protagonisti, la copertina originale venne illustrata con una vignetta-ritratto di Massimo Zanardi, il perfido e ribelle liceale creato nel 1981 dal fumettista Andrea Pazienza e divenuto subito una sorta di simbolo di e per quella generazione.  Da Bastogne fu poi tratta nel 2006 un'omonima graphic novel disegnata da Maurizio Manfredi e dedicata appunto ad Andrea Pazienza e all'altro fumettista Stefano Tamburini.
Per promuovere il libro Brizzi presenta, tra il 1996 e il 1997, una serie di reading insieme al gruppo musicale fiorentino De Glaen, sotto il nome comune di Sub-booteo Experience.
Nel 2023 dal libro Brizzi ha tratto un CD, composto con Yuguerra e che vede la partecipazione di Alberto "Bebo" Guidetti de Lo Stato Sociale, Van Booteo, Max Collini degli Offlaga Disco Pax, Federico Poggipollini e Steno dei Nabat; l'album viene presentato dal vivo in diverse tappe.

## Trama
Nella Nizza dei primi anni ottanta, specchio della Bologna DAMSiana di qualche tempo dopo, si muove su una vespa verde con la sella di dalmata il giovane Ermanno Claypool, ventunenne "nullafacente, ultras e drogato". Probabilmente l'unico, assieme a Cousin Jerry, Dietrich e Raimundo a gestire la consapevolezza della vacuità (umana) del mondo rivoltandovisi contro. Un mondo da stuprare, vandalizzare e sfasciare sfasciandosi, prima che faccia lo stesso a te tramite l'adulta consuetudine del socialmente accettabile, o la pelosa velleità intellettual-alternativa. Anche il tempo gira a vuoto, riattorcigliandosi su se stesso nel tentativo di stritolare i protagonisti, che (fin da bambini) menano fendenti per liberarsi. Simmetrici, identici, a un terzo e due terzi del libro si ripetono gli stessi personaggi che ripetono gli stessi avvenimenti ad una stessa altra festa. Che Ermanno e i suoi rovinano, come tutto il resto.

## Personaggi
- Ermanno Claypool: il protagonista. È un nizzardo ventunenne di origine italo-inglese, universitario sfaccendato, dedito al piccolo spaccio di hashish e all'uso più o meno occasionale di ogni genere di droga anziché agli studi di filosofia. Il suo temperamento violento viene amplificato dal supporto degli amici e dall'incitamento del cugino inglese cui si accompagna in infami avventure: la sua ragion d'essere sembra dipendere sostanzialmente dagli abusi e dai soprusi (anche sessuali) che compie a danno degli altri.
- Cousin Jerry Claypool: cugino inglese di Ermanno. È da poco tornato in città, ed ha un temperamento ancora più violento ed aggressivo (soprattutto sessualmente) ben sintetizzato dal motto inciso su una spilla che porta sempre appuntata alla giacca. Sarà proprio il suo ricongiungimento con Ermanno che darà una svolta ancor più drastica alla vita di quest'ultimo.
- Raimundo Blanco
- Dietrich Lassalle

## Edizioni
- Enrico Brizzi, Bastogne, Milano, Baldini & Castoldi (collana "Romanzi e racconti"), 1996. ISBN 88-8089-176-6.
- Enrico Brizzi, Bastogne, Milano, Baldini & Castoldi (collana "I nani" n. 69), 1996. ISBN 88-8089-570-2.
- Enrico Brizzi, Bastogne, Milano, Baldini & Castoldi (collana "Romanzi e racconti"), 1996. ISBN 88-8089-176-6.
- Enrico Brizzi, Bastogne, Milano, Club degli Editori, 1997.
- Enrico Brizzi, Bastogne, Trezzano sul Naviglio, Euroclub, 1997.
- Enrico Brizzi, Bastogne, Milano, Mondadori (collana "I miti"), 1998. ISBN 88-04-45462-8.
- Enrico Brizzi, Bastogne, Milano, Baldini Castoldi Dalai (collana "I nani"), 2002. ISBN 88-8089-570-2.
- Enrico Brizzi, Bastogne, Milano, Baldini Castoldi Dalai (collana "Romanzi e racconti"; in cofanetto con Jack Frusciante è uscito dal gruppo, Tre ragazzi immaginari ed Elogio di Oscar Firmian e del suo impeccabile stile), 2005. ISBN 88-8490-828-0.
- Enrico Brizzi (testo) e Maurizio Manfredi (disegno), Bastogne. Graphic novel, Milano, Baldini Castoldi Dalai, 2006. ISBN 88-8490-984-8.
- Enrico Brizzi, Bastogne, Milano, Baldini Castoldi Dalai (collana "Super Tascabili"), 2008. ISBN 978-88-6073-245-3.
- Enrico Brizzi, Bastogne, collana "Oscar 451", Milano, Mondadori, 2021, ISBN 9788804744405.

### Traduzioni
- (FR)  Enrico Brizzi, Bastogne, Parigi, Seuil, 1998. ISBN 978-2-02-033429-7.
- (ES)  Enrico Brizzi, Bastogne, trad. Joaquín Jordá, Barcellona, Anagrama, 1998. ISBN 84-339-2377-3.